# La biblioteka
La Biblioteka (también conocido como La Biblioteka Kamikaze) es un programa de concursos de telerrealidad emitido en Neox entre 2008 y 2010. Se trata de la adaptación nacional del formato original japonés Silent Library.

## Formato
En primer lugar, los participantes aparecen sentados en una mesa. Uno de ellos debe repartir seis cartas, una de las cuales es la perdedora. El que recibe esta carta, se considera el que va aceptar el desafío. Seguidamente, el desafío es presentado por su nombre, que más o menos describe la tarea a realizar, y/o el periodo en que debe realizarse.

## Equipos

### Primera temporada

#### Los Karatekas
| Nombre                   | Alias          | Lugar de procedencia | Ocupación                           |
| ------------------------ | -------------- | -------------------- | ----------------------------------- |
| Carmelo Lafuente         | "El guaperas"  | Madrid               | Estudiante de Económicas            |
| Daniel Martínez González | "El pupas"     | Madrid               | Estudiante de Ingeniería Industrial |
| Jesús García             | "El despistao" | Madrid               | Estudiante de Arquitectura          |
| Javier Pérez             | "El payaso"    | Madrid               | Estudiante de Ingeniería Industrial |
| Daniel Cerrato Morilla   | "El animal"    | Madrid               | Estudiante de Ingeniería Industrial |
| Luis García              | "El malo"      | Madrid               | Estudiante de Arquitectura          |

#### Los Kamikazes
| Nombre                                                           | Alias                 | Lugar de procedencia | Ocupación                        |
| ---------------------------------------------------------------- | --------------------- | -------------------- | -------------------------------- |
| Javier Pérez Miguélez                                            | "El bestia"           | Avilés               | Estudiante de Ingeniería Técnica |
| Eloy Rosón Pérez                                                 | "El ganso"            | Madrid               | Estudiante de 4.º de la ESO      |
| Pedro López Robles                                               | "El sádico"           | Nicaragua            | Estudiante de Secundaria         |
| Eduardo Vito Fenpertegui                                         | "El cerebrito"        | Ecuador              | Estudiante de Secundaria         |
| Eloi Escobet                                                     | "El guapito"          | Barcelona            | Estudiante de INEF               |
| Eric Barroso del Río                                             | "El pringao"          | Madrid               | Estudiante de Bachillerato       |
| José Ramón Gómez García (sustituye temporalmente a Eric Barroso) | "Yosua, el retorcido" | Avilés               | Estudiante de 4.º de Ingeniería  |

### Segunda temporada[2]

#### Los Lumbreras
| Nombre | Lugar de procedencia |
| ------ | -------------------- |
| Sara   | Zaragoza             |
| Lexy   | Zaragoza             |
| Jesús  | Zaragoza             |
| Fito   | Zaragoza             |
| Adrián | Zaragoza             |
| Gero   | Zaragoza             |

#### Los Chiflados
| Nombre  |
| ------- |
| David   |
| Rober   |
| Felipe  |
| Paquito |
| Miriam  |
| Nuria   |

Los miembros del grupo de Los Chiflados provienen de lugares muy distintos: Madrid, Mallorca y Toledo.